# Праздник, который всегда с тобой
«Пра́здник, кото́рый всегда́ с тобо́й» (англ. A Moveable Feast) — книга воспоминаний американского писателя Эрнеста Хемингуэя о его жизни в Париже. В книге описываются первые литературные опыты молодого писателя и его жизнь с первой женой Хедли в 1920-х годах. Идея написать автобиографическую книгу о парижском периоде жизни возникла у Хемингуэя ещё во Франции, а подтолкнули его к возобновлению работы обнаруженные записки, которые он считал безвозвратно потерянными. В августе 1956 года Хемингуэй со своей последней женой Мэри Уэлш Хемингуэй, совершив путешествие по Европе, на обратном пути побывал в Париже. Там писателю вернули два небольших чемодана, которые он забыл в подвале парижского отеля «Риц» ещё в 1928 году. Среди прочих вещей в них находились тетради, в которых Хемингуэй описывал свою жизнь во Франции. Неожиданная находка обрадовала писателя, и он решил продолжить эту работу. Известно, что над последними главами воспоминаний, получивших название «Праздник, который всегда с тобой», писатель работал с осени 1957 по весну 1958 года.
Кроме автобиографических заметок, книга содержит портреты многих литераторов и художников: Алистера Кроули, Эзры Паунда, Ф. Скотта Фицджеральда, Форда Мэдокса Форда, Хилэра Беллока, Жюля Паскина, Доса Пассоса, Перси Льюиса, Джеймса Джойса и Гертруды Стайн.

## История

### Предыстория
В 1919 году Эрнест Хемингуэй вернулся в США из Европы, где он участвовал в Первой мировой войне. Друг семьи предложил Хемингуэю работу в Торонто, и тот согласился. В конце года он начал работать фрилансером, штатным сотрудником и иностранным корреспондентом в газете Toronto Star. Он вернулся в Мичиган в июне следующего года, а затем, в сентябре 1920 года, переехал в Чикаго, чтобы быть ближе к друзьям, и продолжал писать рассказы для Toronto Star. В Чикаго работал помощником редактора ежемесячного журнала Cooperative Commonwealth, где познакомился с писателем Шервудом Андерсоном. В это же время Хемингуэй познакомился с пианисткой Хедли Ричардсон, которая приехала из Сент-Луиса, где проживала, в Чикаго, чтобы посетить сестру соседа Хемингуэя. Начинающий писатель увлёкся Хедли, и они поженились 3 сентября 1921 года. Через два месяца Хемингуэй был нанят иностранным корреспондентом Toronto Star, и пара уехала во Францию.

### Создание
Молодожёны поселились в Париже, и там Эрнест, ободряемый Гертрудой Стайн, Эзрой Паундом и другими литераторами, решил стать писателем. Распространена точка зрения, что выбор в качестве местожительства и работы Европы был обусловлен разницей в курсе валют; в те годы для американцев жизнь в Европе была значительно дешевле, и многие из них там обосновались, образуя целые «колонии». Идея написать автобиографическую книгу о парижском периоде жизни возникла у Эрнеста ещё во Франции, а возобновить работу он решил после того, как были обнаружены его записки 1920-х годов, которые он считал безвозвратно утерянными. В сентябре 1956 года Хемингуэй с четвёртой женой Мэри Уэлш, отправились из Нью-Йорка в Европу, где побывали в Париже, а оттуда поехали в Испанию, после чего 17 ноября вернулись в столицу Франции.

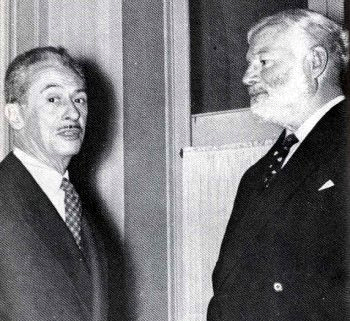
Чарльз Риц и Эрнест Хемингуэй

Там писателю вернули два небольших чемодана, которые он забыл в подвале парижского отеля «Риц» ещё в 1928 году. Друг и биограф Хемингуэя Аарон Эдвард Хотчнер, который был с ним тогда в Париже, позже описал историю обнаружения чемоданов и рукописей. По словам Хотчнера, в 1956 году он и Хемингуэй обедали в парижском отеле Ritz с Чарльзом Ритцем, владельцем отеля. Во время разговора последний спросил писателя, помнит ли он, что его чемоданы находятся в подвале отеля. Выяснилось, что Хемингуэй об этом забыл, но вспомнил, что 1920-е годы у него был сундучок Louis Vuitton. Когда забытые вещи принесли, выяснилось, что в чемодане были самые разные вещи (одежда, меню, квитанции, принадлежности для охоты, рыбалки, лыжное снаряжение, письма и т. д.). Больше всего Хемингуэя обрадовало то, что в самом низу чемодана он обнаружил свои рукописи: две стопки тетрадей в линейку, наподобие тех, которые использовали парижские школьники в 1920-х годах. Эти заметки были заполнены аккуратным почерком писателя, которые он писал, сидя в своих любимых кафе, и посвящены его парижскому периоду жизни: «В них были описаны места, люди, события тех времён, когда он был беден». «Он разбирал свои старые бумаги, черновики, и они так многое ему напоминали о давно ушедшей жизни», — писал один из биографов писателя. Эта счастливая находка очень обрадовала и взволновала писателя, причём настолько, что он почувствовал себя плохо и ему пришлось вызвать врача. По воспоминаниям доктора Луи Шварца, он застал пациента в постели: тот был очень оживлён, вёл себя как «примерный ребёнок» и порывался немедленно заняться приведением в порядок своих записных книжек. Супруги Хемингуэй встретили Рождество в Париже и в конце декабря отправились в Нью-Йорк. Оттуда Мэри отправилась к родителям, а Эрнест поехал в Гавану. Следуя рекомендациям врачей, он старался не пить и был в плохом настроении, кроме того, работа над заметками продвигалась плохо. Однако постепенно он вновь увлёкся воспоминаниями, и создание книги стало продвигаться лучше. В этот период редакция журнала «Атлантик мансли», готовясь к выпуску юбилейного номера, обратилась к Хемингуэю с просьбой подготовить воспоминания о Скотте Фицджеральде, с которым был близко знаком в Париже. Хемингуэй согласился и к маю 1957 года завершил этот отрывок, но заказчику его так и не передал. По мнению Хотчнера, это было вызвано тем, что Эрнест принял решение закончить «Парижскую книгу».
Известно, что над последними главами воспоминаний, получивших впоследствии название «Праздник, который всегда с тобой», писатель работал с осени 1957 по весну 1958 года. Во время работы над книгой «Опасное лето» Хемингуэй использовал эти записки в финальной части черновика книги.

## Жанр произведения
Книга представляет собой воспоминания о молодых годах жизни Хемингуэя в Париже с 1921 по 1926 год. В американской литературе «Праздник, который всегда с тобой» рассматривается как мемуары: “The post-humous A Moveable Feast, 1964, is a memoir of Paris life”.
Однако в «Краткой литературной энциклопедии» книга Хемингуэя определяется как беллетризованные воспоминания. Б.А. Гиленсон также отмечает, что книга, «получившая название „Праздник, который всегда с тобой“, была близка по форме к мемуарам, содержала как документальный, так и художественный элемент». А К.К. Андреев считает, что «…книга эта не мемуары и не дневник. Это лирическая повесть, внешне сдержанная, но напоённая внутренней страстью, чистая и светлая, как юность, вновь обретённая после жестоких лет войны».
Сам автор в предисловии право определения жанра книги оставляет за читателем: «Если читатель пожелает, он может считать эту книгу беллетристической. Но ведь и беллетристическое произведение может пролить какой-то свет на то, о чём пишут, как о реальных фактах».

### Публикация

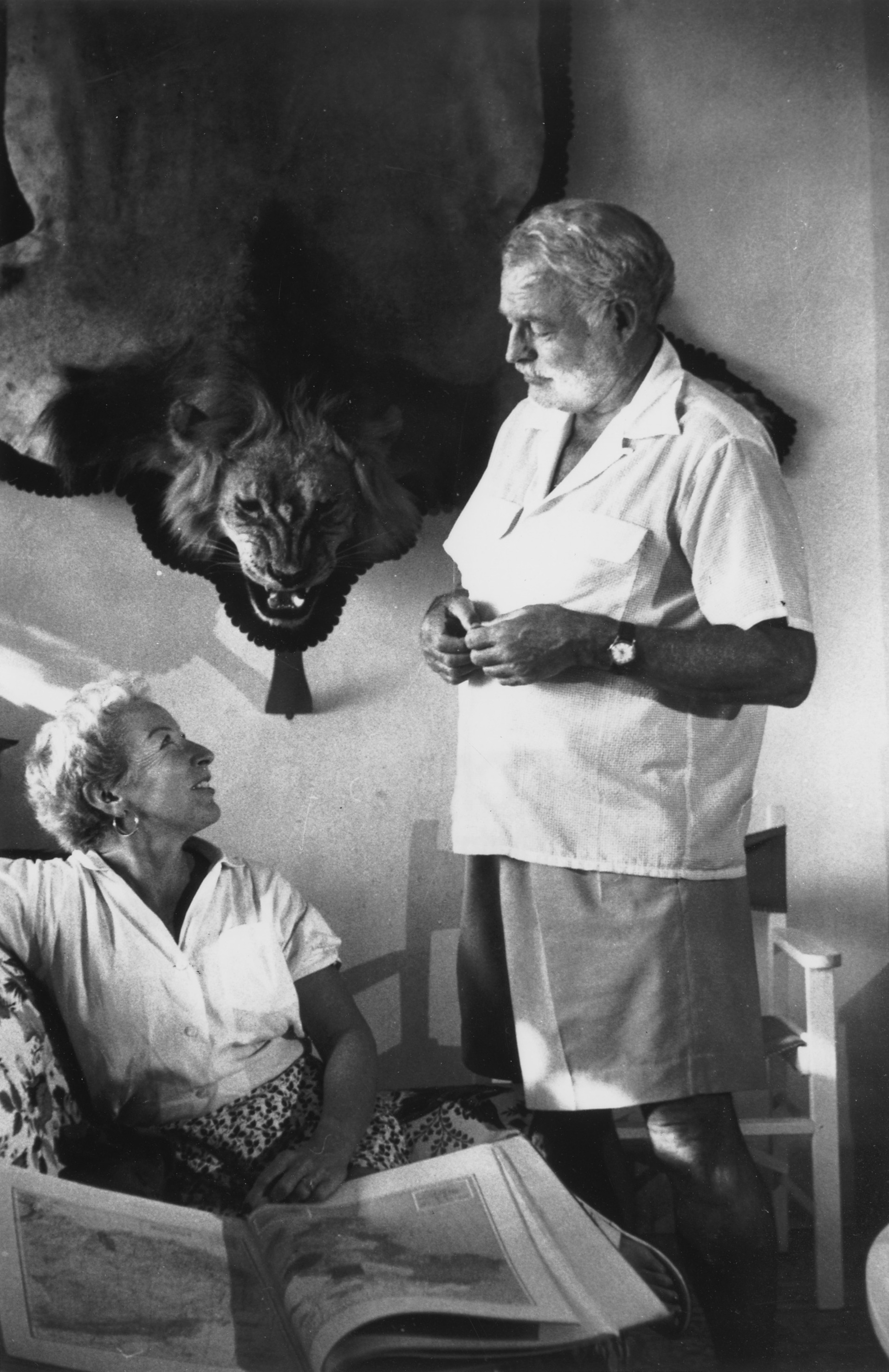
Мэри Вэлш и Эрнест Хемингуэй

Книга была опубликована уже после смерти писателя из записок, над которыми он работал в конце жизни, его четвёртой женой и вдовой Мэри. Отредактированные вдовой, Хотчнером, а также редактором издательства «Скрибнерс» Гарри Брэгом материалы были опубликованы в 1964 году. Книга была повторно отредактирована внуком Эрнеста Хэмингуэя Шоном (Sean Hamingway) — (издание названо «Restored edition»). В этом варианте был изменён порядок глав, произведён ряд изменений и дополнений, а часть основного текста была включена в приложение, куда также были помещены несколько глав, не издававшихся в первой версии. Это издание книги выпущено в США в 2009 году.

## Название
В письме к Гарри Брагу (6 февраля 1961) Хемингуэй пишет о книге: «В ней вся правда и волшебство, но нам нужно лучшее название, чем „Парижские истории“». У Хемингуэя среди нескольких вариантов названия книги было и A Moveable Feast, но сам он так и не определился. Название книге дала его вдова. Мэри Хемингуэй использовала для названия книги слова мужа, которые он произнёс в разговоре с Аароном Хотчнером: «Если тебе повезло в молодости жить в Париже, то где бы ты ни очутился потом, он остаётся с тобой, потому что Париж — это переходящий праздник». A Moveable Feast в христианской церкви означает переходящий праздник, не имеющие фиксированной календарной даты, в отличие от непереходящих. Даты переходящих праздников зависят от дня празднования Пасхи (т. н. Пасхальный цикл), то есть определяются отдельно для каждого церковного года. Хемингуэй пытается «растянуть время» почти на тридцать пять лет, вспоминая 1920 годы, когда «мы были очень бедны и очень счастливы», а счастье заключалось в самом Париже. Как отмечал А. Э. Хотчер «в словаре Эрнеста слова „Париж“ и „счастье“ всегда были синонимами».Таким образом, название подразумевает собой тот праздник, имя которому Париж и которому нет конца — «there is never any ending to Paris». Патрик Хемингуэй, сын писателя, выдвинул предположение, что использование выражения «переходящий праздник» в отношении Парижа могло быть вызвано влиянием монолога короля Генриха V из одноимённой исторической хроники Уильяма Шекспира:
Сегодня день святого Криспиана;

Кто невредим домой вернётся, тот

Воспрянет духом, станет выше ростом

При имени святого Криспиана.

Кто, битву пережив, увидит старость,

Тот каждый год и канун, собрав друзей.

Им скажет; «Завтра праздник Криспиана»,

Рукав засучит и покажет шрамы:

«Я получил их в Криспианов день».— Уильям Шекспир. Генрих V (акт IV, сцена 3).
Эта речь произносится королём непосредственно перед битвой при Азенкуре во время Столетней войны, в которой английские войска одержали победу над французскими, в день Святого Криспина и Криспиниана. Этот праздник считается непереходящим: этих святых почитают каждый год в один и тот же день, но если в этот день вы сражались в битве при Азенкуре, то вам, по словам Генриха V, есть чем гордиться, и воспоминания об этом всегда будут с вами. Патрик Хемингуэй пояснил свою мысль в отношении названия книги отца следующими словами:
С годами идея переходящего праздника стала для Хемингуэя чем-то очень похожим на то, чего желал своей «горсточке счастливцев» король Гарри: чтобы День святого Криспина стал памятью и даже состоянием бытия, частью тебя, которая пребудет с тобой всегда, и, куда бы тебя ни занесло, как бы ни жил ты после этого, ты её никогда не утратишь.

## Переводы
Книга издавалась в СССР неоднократно, впервые уже в 1965 году (подписано в печать 22/III 1965 г.), когда в издательстве «Прогресс» без указания тиража был опубликован перевод на русский язык, выполненный Михаилом Бруком, Львом Петровым и Феликсом Розенталем. Ещё один перевод (2015, 2018), опубликованный в издательстве «АСТ» (Москва), сделан В.П. Голышевым.

## Экранизации
15 сентября 2009 года Daily Variety анонсировала, что Мэриэл Хэмингуэй, внучка Эрнеста Хэмингуэя и его первой жены Хэдли Ричардсон, приобрела права на фильм вместе с американским кинопродюсером Джоном Голдстоуном.